# 위구르 카간국
토쿠즈 오구즈국(위구르어: 𐱃𐰆𐰴𐰕:𐰆𐰍𐰕:𐰉𐰆𐰑𐰣), 또는 위구르 카간국은 위구르족이 세운 카간국이다. 당서에는 회흘(回紇) 혹은 회골(回鶻)로 기록되어 있다. 위구르의 기원은 현재 우루무치이며 우루무치 지역에서 동서의 교역을 통제하는 제국이었으며, 840년 키르기스인에 의해 멸망할 때까지 거의 1세기 동안 중앙아시아 중남부의 스텝지대를 지배하였다. 수도는 오르두 발리크(카라발가순)이다.

## 역사
위구르족은 동돌궐(東突厥, 583~630)의 지배를 받으며 셀렝가강 유역에서 거주해 오다, 744년 동돌궐을 멸망시키고 위구르 제국을 건설하였다. 위구르 제국의 건설자는 쿠틀루그 빌게 카간(Kutlug Bilge Kagan, 骨力裵羅)으로 알려져 있다. 당나라를 공격하여 당나라가 조공하게 하였으며 동아시아의 대국으로 위세를 떨쳤다.
832년 전염병이 휩쓸어서 위구르에게 큰 타격을 입혔다. 840년 키르기스인에 의해 멸망하였다. 그러나 일부 위구르족들은 서진(西進)하여 4~5개의 위구르왕국을 건설하였다.

## 대외 관계
기마 민족의 배경을 가진 국가로서는 이례적으로 당나라와 어느정도 우호관계를 유지하였으나 이것은 위구르 제국이 당나라보다 더 강한 군사력을 가지고 있었기 때문에 당나라는 위구르와 토번에 조공하여 평화협정을 맺으려고 했기 때문이다. 당나라는 위구르 제국의 말발굽에 위험에 쳐해 있었기 때문이다.  757년, 당조가 안록산의 난으로 인하여 위기를 맞게 되었을 때 위구르군은 수도 장안까지 진군하여 안록산의 난을 진압했지만 그 결과 위구르 군대는 장안을 철처히 유린하게 되었고 특히 당 태종의 후손들은 여성까지 포함하여 모두 위구르 지역으로 끌고 가여 당나라로부터 많은 항의를 받았다.
반면 티베트와는 전쟁을 벌이는 등 대립하였다. 위구르는 감수 협곡을 침입하여 중국과의 교역을 단절시키려는 티베트 제국에 대해 군사 행동을 취해 832년 이후에는 이 지역을 완전히 장악하였다. 돌궐계 부족들이 비단길의 요충지에 침투 정착함으로써 돌궐계 언어와 문화가 그 지역에 확산되는 계기가 되었다. 또한 이로 인해서 키르기스, 쿠틀룩 등의 부족들도 위구르의 종주권을 인정했고 이로 인해서 위구르는 완벽하게 다른 민족들과 당나라를 장악할 수 있었다.

## 문화
762년 위구르 카간 뵈귀는 마니교를 국교로 받아들이게 되는데, 민족 최초로 종교를 갖게 되면서 위구르인들의 종교 정착화는 가속되었다. 이러한 영향으로 위구르인들은 선대의 고지(故地)인 산악지대로부터 정착을 위해 스텝의 평야지대로 이동하게 되었다. 그리고 그 곳에서 성곽도시를 건설하였다.(투르판의 고창성) 위구르인들의 관개 농법을 이용한 영농기술이나 뛰어난 프레스코 벽화의 기법 또한 소그드인들의 영향을 받아 이루어진 것이다.
또한 마니교는 위구르족의 도시화를 이루게 하였을 뿐만 아니라, 문자도 제공하였다. 그리하여 위구르인들은 스텝 민족 사상 최초로 문학을 발전시키게 되었다. 이 마니문자(소그드 문자)는 후에 몽골 제국의 초기 기록에 사용되기도 하였다.

## 이미지

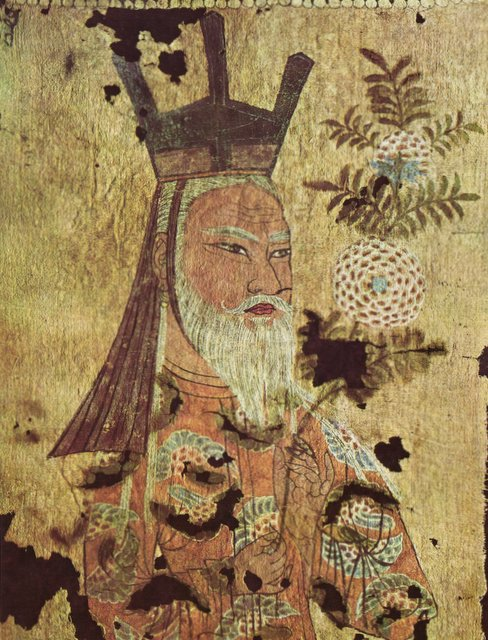
8세기의 위구르 카간
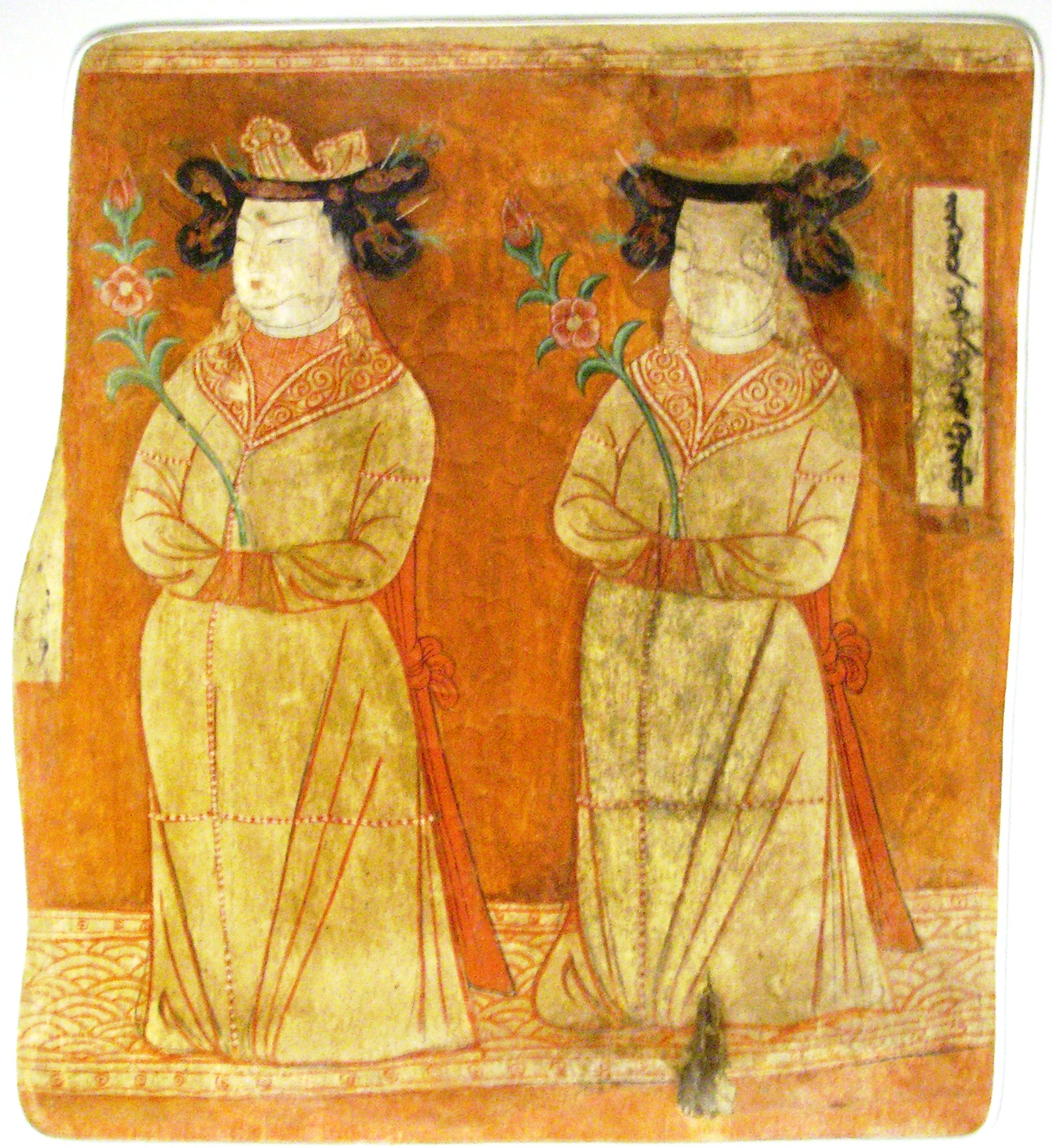
위구르의 공주. 베제클리크 천불동, 9동굴, 8~9세기 벽화
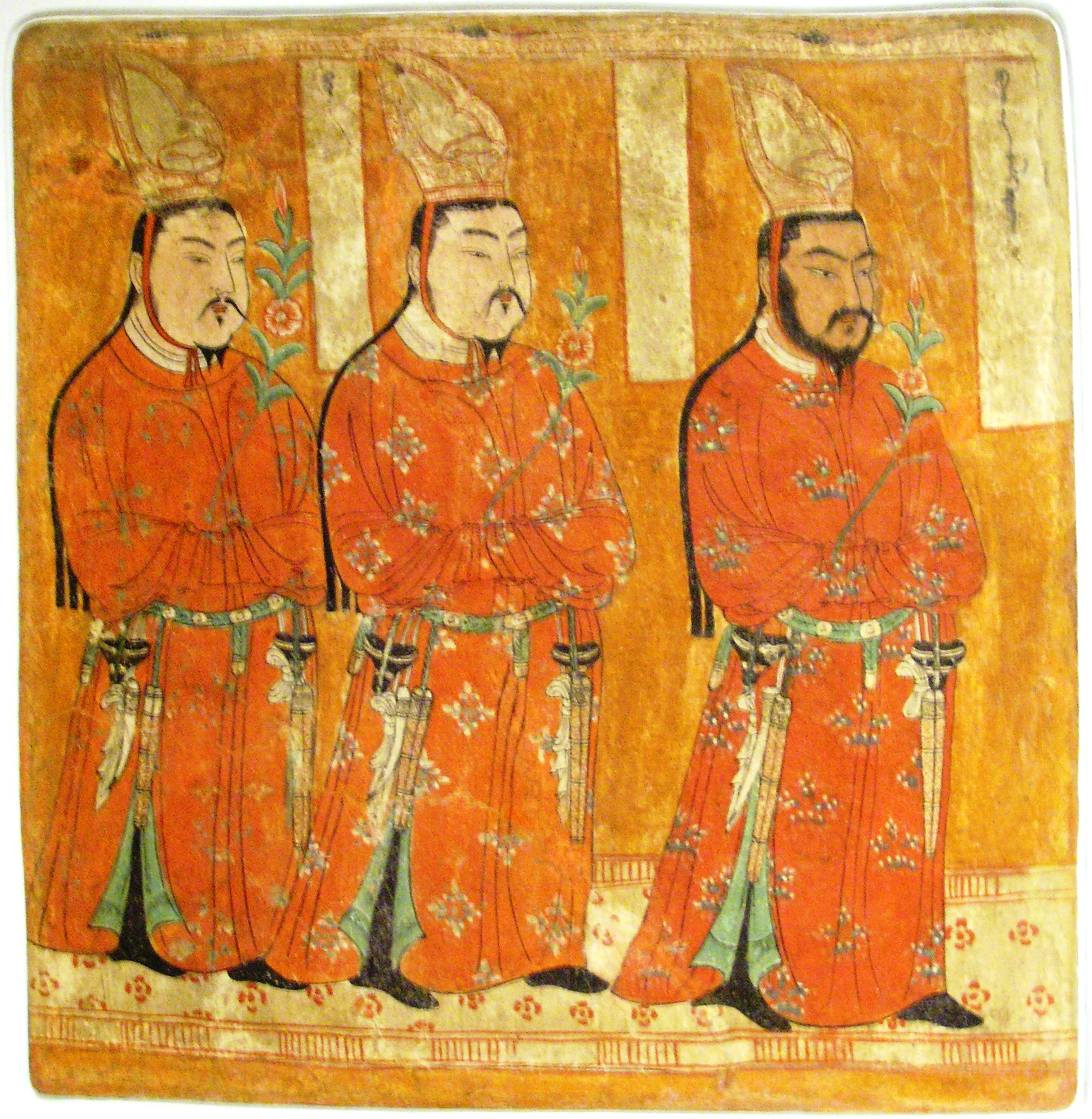
관복과 모자를 쓴 위구르의 왕자, 베제클리크 천불동 9동굴

## 관련 저서
- 정재훈, 《위구르 유목제국사 744~840》, 사계절, 2024년 9월 6일

## 같이 보기
- 중국의 이민족
- 곽자의

1. ↑  “Data” (PDF). www.tekedergisi.com. 2020년 1월 19일에 확인함.